# Nabis pseudoferus
Nabis pseudoferus är en insektsart som beskrevs av Adolf Remane 1949. Nabis pseudoferus ingår i släktet Nabis, och familjen fältrovskinnbaggar. Arten är reproducerande i Sverige.